# Rouart-Lerolle et Cie
Rouart-Lerolle et Cie est une maison française d'édition musicale active à Paris au début du XXe siècle.

## Histoire
Rouart-Lerolle et Cie est une maison d'édition française de partitions fondée à Paris en 1904 par l'éditeur musical Alexis Rouart,. Rouart reprend quelques catalogues d'éditeurs, dont E. Baudoux, et publie d'abord sous son nom seul. Puis Jacques Lerolle, neveu d'Ernest Chausson, rejoint la compagnie en 1908, qui devient alors Rouart-Lerolle, et prend à la mort d'Alexis Rouart la direction de l'entreprise. Paul Rouart lui succède ensuite. En 1953, la maison est reprise par les éditions Salabert.
Au début du XXe siècle, les éditions Rouart-Lerolle sont une des plus actives maisons d'édition de musique. Elles publient les œuvres de compositeurs français et espagnols parmi les plus importants de l'époque : Albéniz, Chausson, Duparc, d’Indy, Koechlin, Hüe, Ladmirault, Poulenc, Ropartz, Satie, Séverac et Turina, ainsi que des biographies, comme celle d'Albéric Magnard. 